# جون إي. هندرسون
جون إي. هندرسون (بالإنجليزية: John E. Henderson)‏ هو محامي وقاضي وسياسي أمريكي، ولد في 4 يناير 1917 في الولايات المتحدة، وتوفي في 3 ديسمبر 1994 في نفس البلد. حزبياً، نشط في الحزب الجمهوري. وقد انتخب عضو مجلس نواب أوهايو وانتخب عضو مجلس النواب الأمريكي.